# Plochmopeltis ellisii
Plochmopeltis ellisii är en svampart som beskrevs av Arx 1959. Plochmopeltis ellisii ingår i släktet Plochmopeltis och familjen Schizothyriaceae.   Inga underarter finns listade i Catalogue of Life.